# جاي وليامز (بحار)
جاي وليامز (بالإنجليزية: Jay Williams)‏ هو بحار أمريكي، ولد في 23 سبتمبر 1872 في إنديانا في الولايات المتحدة، وتوفي في 4 يوليو 1938.